# Centra Pobytowe na Euro 2012
18 kwietnia 2007 Polska i Ukraina otrzymały od UEFA prawo do organizacji turnieju finałowego Mistrzostw Europy w Piłce Nożnej 2012. W związku z tym każde z tych dwóch państw zostało zobowiązane do przedstawienia co najmniej 16 propozycji potencjalnych Centrów Pobytowych, które UEFA określiło jako „pełniące funkcje domów dla drużyn na czas trwania Mistrzostw”. Minimalne wymagania co do tych centrów zostały przedstawione przez UEFA w czerwcu i grudniu 2007.

## Wymagania UEFA
Hotel:
- przynajmniej czterogwiazdkowy (minimum 60 pokoi) z salą do fitness, salami konferencyjnymi i specjalnymi pomieszczeniami do opieki medycznej i masażu,
- możliwość rezerwacji na wyłączność dla zespołu, ewentualnie z oddzielnymi wejściami i korytarzami dla ekipy.

Centrum treningowe:
- przynajmniej jedno najwyższej jakości boisko o standardowych wymiarach (105 × 68 m) nie więcej niż 20 minut jazdy od hotelu oraz dwa kolejne boiska treningowe (w tym jedno ze sztuczną nawierzchnią) z możliwością organizacji zamkniętych treningów, przynajmniej jedna trybuna dla widzów i dziennikarzy oddzielona płotem od płyty boiska,
- szatnia o powierzchni 100 m² z ławkami i wieszakami na ubrania dla 25 osób, toaletami, prysznicami i nowoczesną infrastrukturą, przebieralnia dla sztabu trenerskiego o powierzchni 24 m²,
- pomieszczenie medyczne o powierzchni 24 m²,
- sala na konferencje prasowe z co najmniej 100 miejscami siedzącymi.

## Wybory lokalizacji w państwach-gospodarzach

### Polska
Polska rozpoczęła proces wyboru Centrów Pobytowych na przełomie 2007 i 2008. 26 lutego 2008 minister sportu i turystyki powołał zespół ds. weryfikacji wniosków inwestycyjnych dotyczących Centrów Pobytowych w celu ich kwalifikacji jako przedsięwzięć Euro 2012, w skład którego weszli przedstawiciele ministerstwa sportu i turystyki, spółki PL.2012, Polskiego Związku Piłki Nożnej i Unii Metropolii Polskich. Do 29 lutego zespół zweryfikował ponad 150 nadesłanych wstępnych kandydatur oraz zatwierdził listę 110 lokalizacji. W okresie od 8 maja do czerwca wizytowano ośrodki z tej listy, co miało na celu sprawdzenie rzeczywistych możliwości utworzenia Centrum Pobytowego we wskazanych lokalizacjach. W lipcu przygotowano kolejną listę, obejmującą 44 rekomendowane lokalizacje oraz 3 ośrodki prowadzące działania operacyjne i spełniające minimalne kryteria:

1. Bielsko-Biała,
2. Brzeg Dolny,
3. Ciechanów,
4. Dzierżoniów,
5. Gdów/ Wieliczka,
6. Gniewino,
7. Jarocin,
8. Jelenia Góra,
9. Józefów,
10. Kluczbork,
11. Kolno,
12. Krośnice,
13. Legnica,
14. Lubin,
15. Myślenice,
16. Nadarzyn,
17. Nałęczów/Puławy/Kazimierz Dolny,
18. Oława,
19. Opalenica,
20. Ostróda,
21. Piaseczno,
22. Poddębice,
23. Polkowice,
24. Proszowice/Bochnia,
25. Pruszków,
26. Rybnik,
27. Rzeszów/Straszęcin,
28. Serock/Nowy Dwór Mazowiecki,
29. Siedlce,
30. Sobótka,
31. Sosnowiec,
32. Straszyn,
33. Sulejówek/Wesoła/Otwock,
34. Sulisław/Grodków,
35. Trzebnica,
36. Uniejów,
37. Ustroń/Pawłowice Śląskie,
38. Wałcz,
39. Warka.
40. Władysławowo,
41. Wodzisław Śląski,
42. Wołów,
43. Wyszków,
44. Ząbki/Zielonka,
45. Świdnica,
46. Brzeg,
47. Milicz.

Od 23 marca do 31 maja 2009 miały miejsce wizyty w Centrach Pobytowych, podczas których oceniono przygotowania tych lokalizacji. 10 czerwca opracowano raport dotyczący 44 centrów oraz 6 dodatkowych lokalizacji, które usunęły uchybienia, przez które nie były wcześniej rekomendowane, bądź zostały zgłoszone w okresie od lipca 2008 do maja 2009. 11 października UEFA potwierdziła plany ogłoszenia w grudniu listy 25–30 centrów, jednak ze względu na wybór miast ukraińskich 11 grudnia i prezentację logo turnieju trzy dni później, prezentacja tej listy została przełożona na później. Ostatecznie znalazło się na niej 21 lokalizacji.

### Ukraina
Ukraina, podobnie jak Polska, rozpoczęła proces wyboru Centrów Pobytowych w 2008. Z ponad 50 wstępnych kandydatur w ostatecznym katalogu UEFA znalazło się 17 ukraińskich ośrodków.

## Katalog Centrów Pobytowych
W ostatnim tygodniu września 2010, 53 federacje piłkarskie będące członkami UEFA otrzymały katalog Centrów Pobytowych na Euro 2012 rekomendowanych przez UEFA, zaś 1 października miała miejsce jego oficjalna prezentacja. Znalazło się w nim łącznie 38 lokalizacji – 21 ośrodków położonych w Polsce i 17 zlokalizowanych na Ukrainie.
Po prezentacji katalogu federacje rozpoczęły wizyty w rekomendowanych Centrach Pobytowych. Każda z nich mogła wskazać jedną lokalizację preferowaną i dwie dodatkowe w każdym z dwóch państw. Jeżeli w ramach danego centrum dostępne były dwa hotele bądź stadiony, federacje miały wskazać jeden z obiektów. Wstępne rezerwacje były wykonywane do grudnia 2011, zaś po tym terminie, gdy znane były już grupy rundy finałowej, należało potwierdzić rezerwację. Organizatorzy rekomendowali pobyt w kraju, w którym dana reprezentacja będzie rozgrywać mecze fazy grupowej.

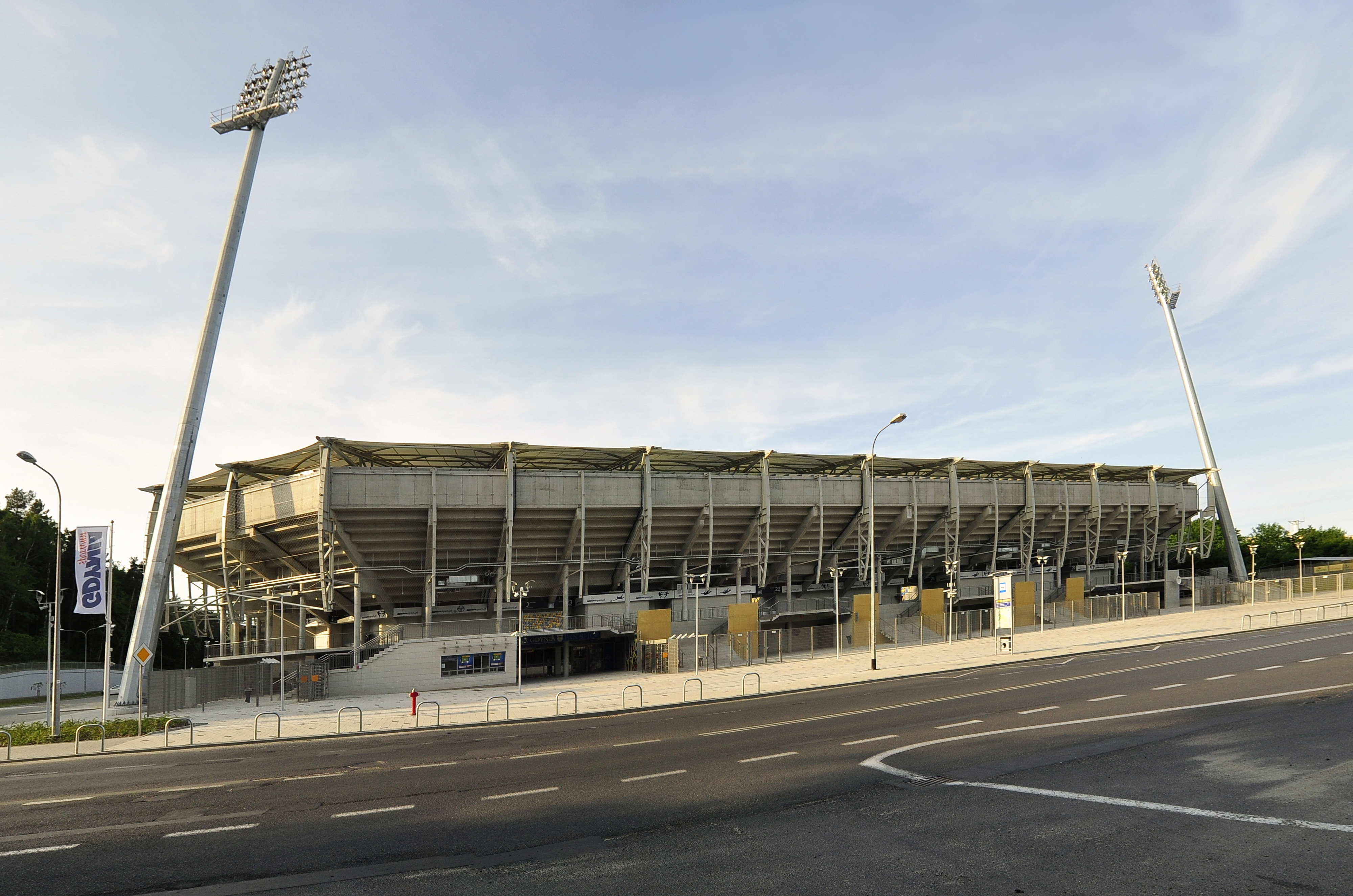
Stadion Miejski w Gdyni

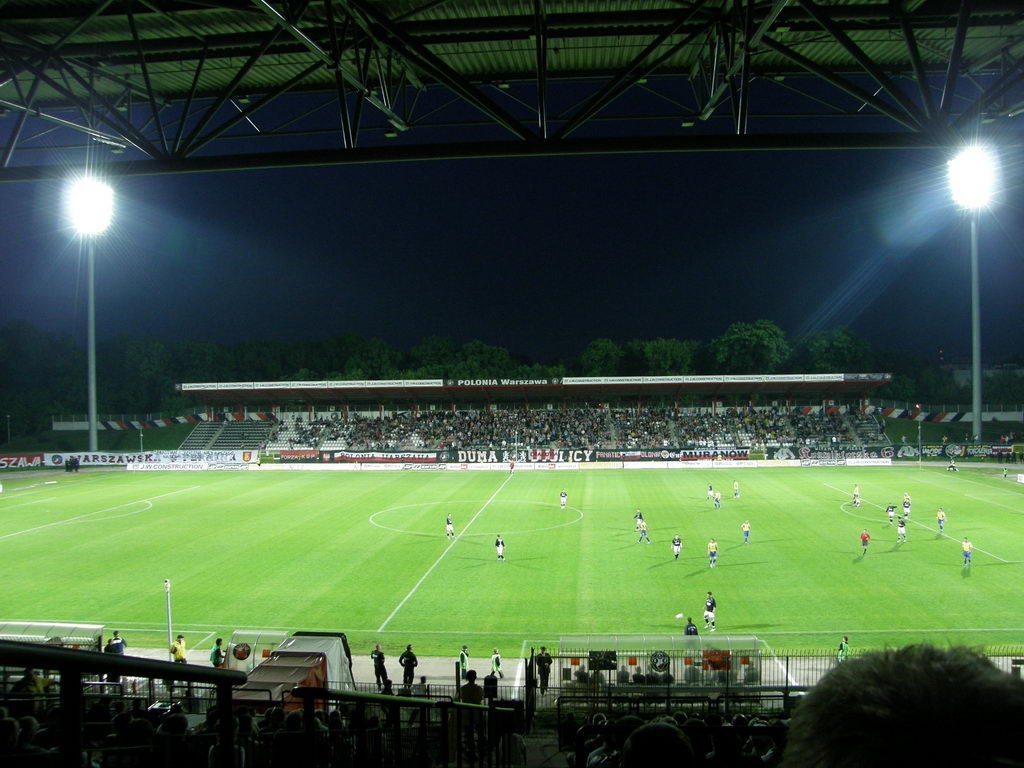
Stadion Polonii Warszawa

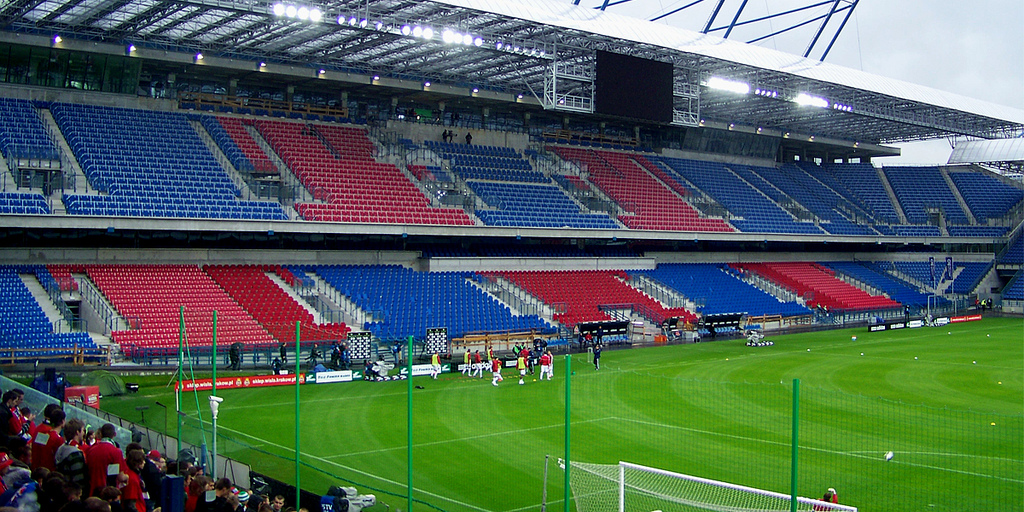
Stadion Miejski w Krakowie

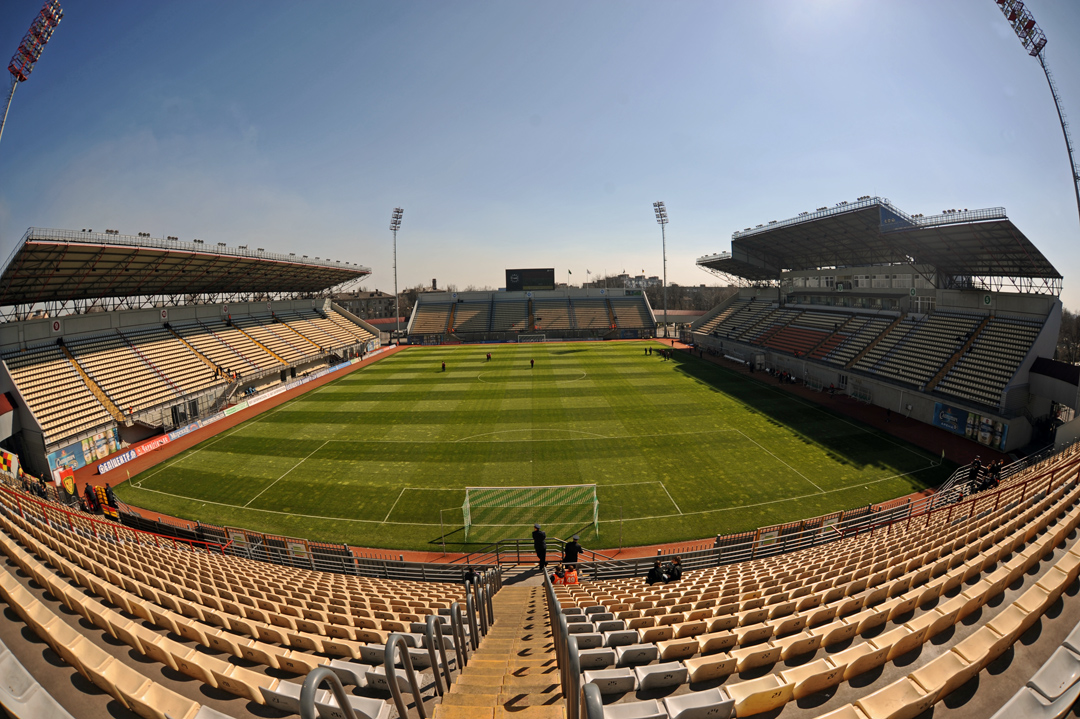
Sławutycz Arena

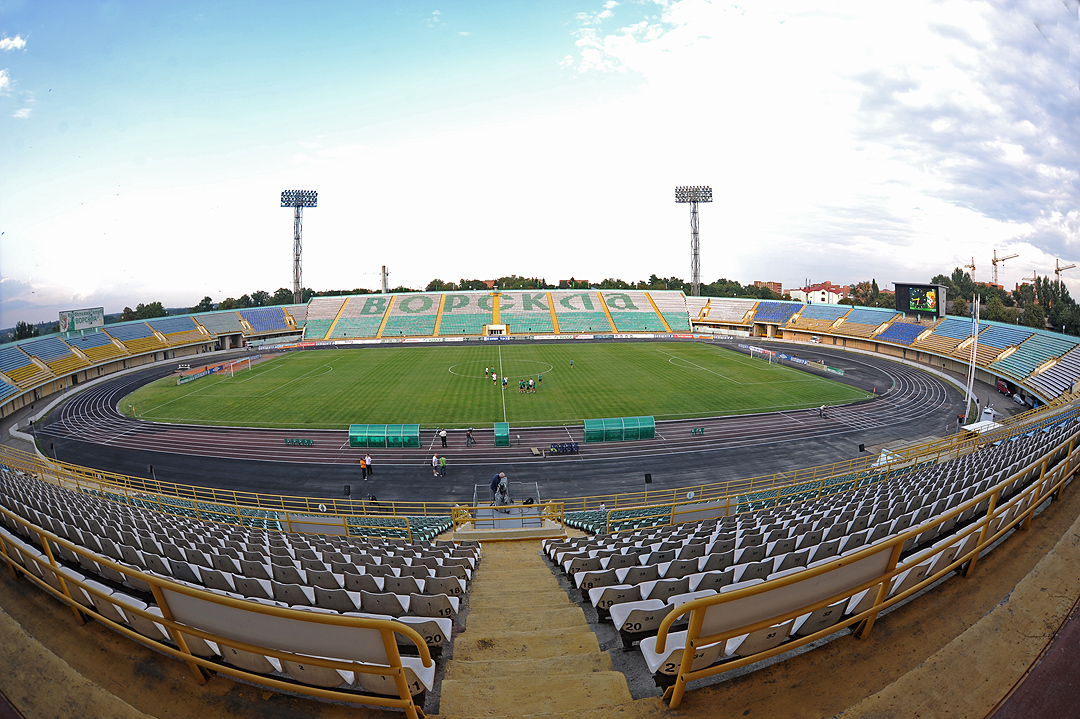
Stadion Worskła

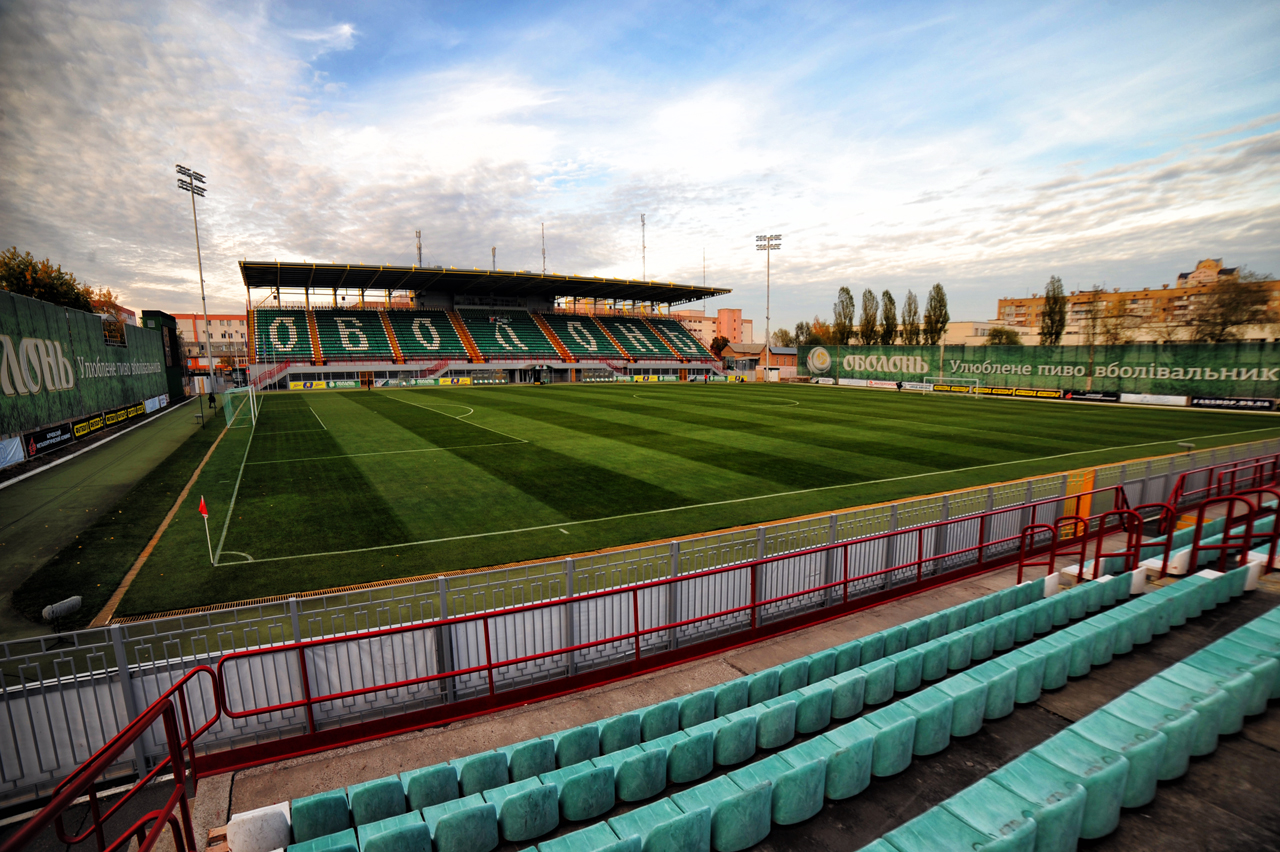
Stadion Obołoń

| Państwo | Nr  | Centrum Pobytowe          | Miejsce zamieszkania                                      | Obiekt sportowy                                                      | Najbliższe miasto-gospodarz |
| ------- | --- | ------------------------- | --------------------------------------------------------- | -------------------------------------------------------------------- | --------------------------- |
| Polska  | P01 | Władysławowo              | Hotel Velaves Spa & Resort                                | Stadion Miejski w Pucku                                              | Gdańsk                      |
| Polska  | P02 | Gniewino                  | Hotel Mistral Sport                                       | Stadion w Gniewinie                                                  | Gdańsk                      |
| Polska  | P03 | Słupsk                    | Hotel Dolina Charlotty Resort & Spa                       | Stadion Miejski w Słupsku                                            | Gdańsk                      |
| Polska  | P04 | Gdynia                    | a) Hotel Nadmorski b) Hotel Haffner                       | Stadion Miejski w Gdyni                                              | Gdańsk                      |
| Polska  | P05 | Gdańsk                    | Hotel Dwór Oliwski                                        | Miejskie Centrum Sportu w Gdańsku                                    | Gdańsk                      |
| Polska  | P06 | Ostróda                   | Hotel Willa Port Resort                                   | Stadion Miejski w Ostródzie                                          | Gdańsk                      |
| Polska  | P07 | Lubawa                    | Hotel Spa Dr Irena Eris Wzgórza Dylewskie                 | Stadion Miejski w Lubawie                                            | Gdańsk                      |
| Polska  | P08 | Kołobrzeg                 | Hotel Marine                                              | Stadion Miejski w Kołobrzegu                                         | Poznań                      |
| Polska  | P09 | Międzychód                | a) Hotel Olandia b) Hotel Pałac Wiejce                    | Stadion Miejski w Międzychodzie                                      | Poznań                      |
| Polska  | P10 | Opalenica                 | Hotel Remes Sport & Spa                                   | Stadion Miejski w Opalenicy                                          | Poznań                      |
| Polska  | P11 | Legionowo                 | Hotel Warszawianka Wellness & Spa                         | Stadion Miejski w Legionowie                                         | Warszawa                    |
| Polska  | P12 | Warszawa                  | Hotel Le Meridien Bristol                                 | Stadion Polonii Warszawa                                             | Warszawa                    |
| Polska  | P13 | Józefów                   | Holiday Inn Warszawa Józefów                              | Stadion Miejski w Sulejówku                                          | Warszawa                    |
| Polska  | P14 | Warka                     | Hotel Sielanka                                            | Ośrodek Treningowy w Sielance                                        | Warszawa                    |
| Polska  | P15 | Puławy                    | Hotel Król Kazimierz                                      | Stadion Miejski w Puławach                                           | Warszawa                    |
| Polska  | P16 | Kielce                    | Hotel Uroczysko                                           | Stadion Miejski w Kielcach                                           | Warszawa                    |
| Polska  | P17 | Wrocław                   | Hotel Monopol                                             | Stadion Oporowska                                                    | Wrocław                     |
| Polska  | P18 | Jelenia Góra              | Hotel Pałac Wojanów                                       | Stadion Miejski w Jeleniej Górze                                     | Wrocław                     |
| Polska  | P19 | Tychy                     | Hotel Piramida                                            | a) Stadion Miejski w Sosnowcu b) Ośrodek treningowy Paprocany        | Wrocław                     |
| Polska  | P20 | Kraków                    | Hotel Radisson Blu                                        | Stadion Miejski w Krakowie                                           | Wrocław                     |
| Polska  | P21 | Wieliczka                 | Turówka Hotel & Spa                                       | Stadion Cracovii                                                     | Wrocław                     |
| Ukraina | U01 | Kirsza                    | Ośrodek Treningowy Kirsza                                 | Ośrodek Treningowy Kirsza                                            | Donieck                     |
| Ukraina | U02 | Metalurg                  | a) Ośrodek Treningowy Metalurg b) Hotel Central           | Ośrodek Treningowy Metalurg                                          | Donieck                     |
| Ukraina | U03 | Sławutycz                 | Hotel Intourist                                           | Sławutycz Arena                                                      | Donieck                     |
| Ukraina | U04 | Skif                      | Ośrodek Treningowy Skif                                   | Ośrodek Treningowy Skif                                              | Donieck                     |
| Ukraina | U05 | Sewastopol                | Best Western Hotel Sevastopol                             | Stadion w Sewastopolu                                                | Donieck                     |
| Ukraina | U06 | Metalist                  | Ośrodek Treningowy Metalist                               | Ośrodek Treningowy Metalist                                          | Charków                     |
| Ukraina | U07 | Worskła                   | Hotel Palazzo                                             | Stadion Worskła                                                      | Charków                     |
| Ukraina | U08 | Meteor                    | a) Hotel GoodZone Business & Relax b) Hotel Grand Ukraina | Stadion Meteor                                                       | Charków                     |
| Ukraina | U09 | Obołoń                    | Hotel Opera                                               | Stadion Obołoń                                                       | Kijów                       |
| Ukraina | U10 | Bucza                     | Hotel Grand Admiral Club                                  | Ośrodek Treningowy Obołoń                                            | Kijów                       |
| Ukraina | U11 | Irpiń                     | Conference Hall & Hotel                                   | Stadion Narodowego Uniwersytetu Państwowej Służby Podatkowej Ukrainy | Kijów                       |
| Ukraina | U12 | Dynamo                    | Centrum Treningowe Koncza-Zaspa                           | Centrum Treningowe Koncza-Zaspa                                      | Kijów                       |
| Ukraina | U13 | Spartak (Odessa)          | Hotel Grand Marine Spa                                    | Stadion Spartak                                                      | Kijów                       |
| Ukraina | U14 | Drewnij Grad              | Park-Hotel Drewnij Grad                                   | Stadion Sokił                                                        | Lwów                        |
| Ukraina | U15 | Tarnopol                  | Hotel Ternopil                                            | Stadion Miejski w Tarnopolu                                          | Lwów                        |
| Ukraina | U16 | Chalet Graal (Truskawiec) | Hotel Chalet Graal                                        | Stadion Miejski w Drohobyczu                                         | Lwów                        |
| Ukraina | U17 | Użhorod                   | a) Hotel Praha b) Hotel Olymp                             | Stadion Awanhard                                                     | Lwów                        |

## Ostateczny wybór

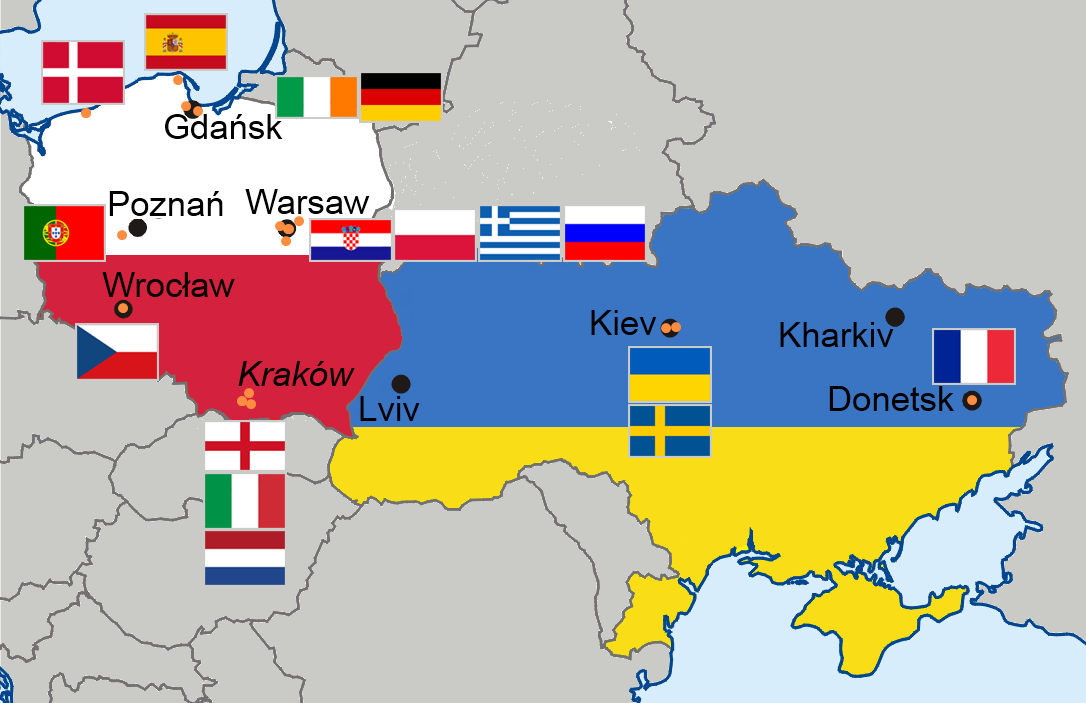
Miejsca zamieszkania wybrane przez reprezentacje

31 stycznia 2012 UEFA podała Centra Pobytowe ostatecznie wybrane przez federacje biorące udział w finałowym turnieju Euro 2012. W Polsce zamieszkało 13 drużyn, zaś na Ukrainie pozostałe 3.
| Grupa | Mecze grupowe     | Reprezentacja | Miejsce zamieszkania              | Obiekt sportowy                          |
| ----- | ----------------- | ------------- | --------------------------------- | ---------------------------------------- |
| A     | Warszawa, Wrocław | Czechy        | Hotel Monopol                     | Stadion Oporowska                        |
| A     | Warszawa, Wrocław | Grecja        | Hotel Warszawianka Wellness & Spa | Stadion Miejski w Legionowie             |
| A     | Warszawa, Wrocław | Polska        | Hotel Hyatt Regency Warszawa      | Stadion Polonii Warszawa                 |
| A     | Warszawa, Wrocław | Rosja         | Hotel Le Meridien Bristol         | Stadion Miejski w Sulejówku              |
| B     | Charków, Lwów     | Dania         | Hotel Marine                      | Stadion Miejski w Kołobrzegu             |
| B     | Charków, Lwów     | Holandia      | Hotel Sheraton                    | Stadion Miejski w Krakowie               |
| B     | Charków, Lwów     | Niemcy        | Hotel Dwór Oliwski                | Miejski Ośrodek Sportu w Gdańsku         |
| B     | Charków, Lwów     | Portugalia    | Hotel Remes Sport & Spa           | Stadion Miejski w Opalenicy              |
| C     | Gdańsk, Poznań    | Chorwacja     | Hotel Sielanka Warka              | Baza treningowa Sielanka                 |
| C     | Gdańsk, Poznań    | Hiszpania     | Hotel Mistral Sport               | Stadion Miejski w Gniewinie              |
| C     | Gdańsk, Poznań    | Irlandia      | Hotel Sheraton Sopot              | Stadion Miejski w Gdyni                  |
| C     | Gdańsk, Poznań    | Włochy        | Turówka Hotel & Spa Wieliczka     | Stadion Cracovii                         |
| D     | Kijów, Donieck    | Anglia        | Hotel Stary                       | Stadion Hutnika Kraków                   |
| D     | Kijów, Donieck    | Francja       | Centrum Treningowe Kirsza         | Boiska Kirszy                            |
| D     | Kijów, Donieck    | Szwecja       | Hotel Platinum                    | Centrum Treningowe Koncza-Zaspa          |
| D     | Kijów, Donieck    | Ukraina       | Ośrodek Treningowy Dynama Kijów   | Boiska Ośrodka Treningowego Dynama Kijów |